# Джон Кийтс
Джон Кийтс (на английски: John Keats, 31 октомври 1795 – 23 февруари 1821) е английски поет, едно от перата на Романтизма. Заедно с Байрон и Пърси Биш Шели Кийтс е част от второто поколение английски романтически поети. Известен е най-вече с одите си За гръцката ваза, За меланхолията, За славея и др.
По време на краткия си живот (умира едва 26-годишен) Кийтс получава постоянна негативна критика от вестниците и списанията по неговото време, но посмъртното му влияние върху поети като Алфред Тенисън и Уилфред Оуен е огромно. Поезията на Кийтс се характеризира със сложен избор на думи и чувствена образност, особено в одите му, които остават в английската литература като едни от най-добрите. Неговите писма имат голяма стойност, описвайки естетическата теория за „негативната дееспособност“.

## Биография
Джон Кийтс е роден на 31 октомври 1795 г. в Лондон, Англия. Баща му – Томас Кийтс, е коняр в кръчма в близост до Мургейт – една от задните порти на Лондонската стена, построена от римляните. Тамошната кръчма днес се нарича „Keats at the Globe“. Първите седем години от живота си поетът прекарва щастливо и безгрижно. Неговите проблеми и нерадости започват през 1804 г., когато баща му умира от фрактура на черепа, след като пада от коня си. Една година по-късно умира и дядото на Кийтс. Майката на поета – Франсис Дженингс Кийтс, се омъжва повторно, но бързо изоставя втория си съпруг и се премества заедно с четирите си деца (един от братята на Джон умира като малък). Те заживяват при бабата на Кийтс – Алис Дженингс. Там поетът посещава училище, където за пръв път открива своята любов към литературата.
През 1810 г. майка му умира от туберкулоза, оставяйки него, братята и сестрите му в ръцете на баба му, която наема двама настойници, за да се грижат за новите ѝ „поверени“. Един от настойниците е Ричард Абей. Абей и Джон Кийтс никога не успяват да завържат приятелство. Ричард смята, че мечтата на Джон да стане поет е смешна, и по-късно Кийтс и сестра му Фани гледат на Абей като на чудовище. Двамата настойници отстраняват Кийтс от старото му училище, за да го запишат като чирак на хирург в аптеката на Томас Хамънд и Едмънтън (част от Северен Лондон). Това чиракуване продължава до 1814 г., когато, след като се скарва с хирурга, Джон напуска и става студент в болницата Гай (Guy's Hospital, днес част от Кралския колеж в Лондонския университет). През същата година той посвещава все повече време на изучаване на литература. Кийтс пътува до остров Уайт през пролетта на 1819, където прекарва една седмица. По-късно същата година отсяда в Уинчестър. Тук той пише Изабела, Навечерието на св. Агнес и Ламия. Части от Хиперион и поетичната трагедия „Отон Велики също са написани в Уинчестър.
След смъртта на баба му Джон разбира, че брат му – Том Кийтс, е поверен на неговите грижи. Том страда, както и майка му, от туберкулоза. Завършвайки епичната си поема „Ендимион“, Джон Кийтс отпътува за Шотландия и по-късно Ирландия, където пътешества с приятеля си Чарлс Браун (Charles Brown). Кийтс обаче също показва признаци на туберкулозна инфекция по време на пътуванията и се завръща преждевременно. След като го прави, открива, че състоянието на брат му Том се е влошило, а поемата му Ендимион, както и другите му творби, са получили много негативни критика. На 1 декември 1818 Том умира от заболяването си, а Джон се мести отново, заживявайки в къщата на Браун в Хампстед в близост до Хапмстед Хийт – един от най-големите паркове в Лондон, покриващ 790 акра земя. Там той живее в съседство с Фани Браун (Fanny Brawne). Кийтс се влюбва във Фани. Но това е по-скоро нещастна любовна връзка за поета, чийто плам към девойката му носи повече злочест, отколкото радост. По-късно (посмъртно) публикуваната им кореспонденция скандализира викторианското общество. В дневника на Фани е открит само един ред за раздялата им: „Г-н Кийтс напусна Хампстед.“ Писмата на Фани до Кийтс са унищожени след смъртта му, както пожелава самият поет. През 1937 г. обаче се появява колекция от 31 писма, писани от Фани до сестрата на Кийтс – Франсис. Те са публикувани от Оксфорд Юнивърсити Прес (Oxford University Press). Тези писма откриват дълбочината на чувствата на Браун към Кийтс и се опитват да възстановят репутацията ѝ, но остава спорно дали са успели.
Връзката му с Фани е прекъсната, когато през 1820 г. Кийтс показва сериозни признаци на туберкулоза – болестта, погубила семейството му. Следвайки предложението на докторите си, Кийтс напуска студения и дъждовен Лондон и се отправя към Италия заедно с приятеля си Джоузеф Севърн. Джон заживява в къща, която днес е превърната в музей, посветен на неговия живот и творби. Тя се намира на площад Испания в Рим. Въпреки грижите на Севърн и д-р Джон Кларк, здравето на поета бързо се влошава.

Джон Кийтс умира на 23 февруари 1821 г. и е погребан в протестантското [гробище] в Рим. Неговото последно желание е на надгробния му камък да пише: 
| „ | Тук лежи този, чието име е написано във водата. | “ |

Кийтс не пожелава името му да бъде изписано. Въпреки неговото желание, Севърн и Браун добавят: 
| „ | Този гроб съдържа всичко, което бе тленно от МЛАД АНГЛИЙСКИ ПОЕТ, който на смъртното си легло, в горчилката на своето сърце и злата сила на своите врагове, пожела тези думи да се изпишат на надгробния му камък. | “ |

На гроба също е изобразена лира със скъсани струни.
Шели хвърля вината за смъртта на поета върху статия, публикувана скоро преди кончината на Кийтс в „Quarterly Review“, която атакува сурово творбата на поета „Ендимион“. Дълго време се смята, че обидната статия е написана от Уилям Гифорд, но по-късно е доказано, че е на Джон Уилсън Крукър. Смъртта на Кийтс вдъхновява Шели да напише поемата „Адонаис“. Байрон по-късно написва друго стихотворение на тази тема. Байрон обаче, недотам ценящ поезията на Кийтс и много по-циничен от Пърси Шели, вероятно се е шегувал с интерпретацията на Шели.
Най-голямата колекция на писма, ръкописи и други документи на Кийтс се намира в библиотека Хъгтън в Харвардския университет. Други колекции могат да се намерят в Британската библиотека, къщата на Кийтс в Хампстед и библиотека Пиърпонт Морган в Ню Йорк.

## Творби на Кийтс
Избран списък с най-известните творби на поета:
- Сън и поезия – Sleep and Poetry (1816)
- Ендимион: поетичен романс – Endymion: A Poetic Romance (1817)
- Хиперион – Hyperion (1818)
- Навечерието на Св. Агнеса – The Eve of St. Agnes (1819)
- Безжалостната красавица: Балада – La Belle Dame sans Merci: A Ballad (1819)
- Ода за Психея – Ode to Psyche (1819)
- Ода за славея – Ode to a Nightingale (1819)
- Ода за гръцката ваза – Ode on a Grecian Urn (1819)
- Ода за меланхолията – Ode on Melancholy (1819)
- Ода за леността – Ode on Indolence (1819)
- Ламия – Lamia (1819)
- На есента – To Autumn (1819)
- Падането на Хиперион: Сън – The Fall of Hyperion: A Dream (1819)